# سیارک ۱۳۶۸۱۸
سیارک ۱۳۶۸۱۸ (به انگلیسی: 136818 Selqet، نامگذاری:1997MW1) صد و سی و شش هزار و هشتصد و هجدهمین سیارک کشف شده‌است این سیارک در ۲۹ ژوئن ۱۹۹۷ کشف شد.